# Порфирьевка
Порфи́рьевка (укр. Порфирівка, крымскотат. Porfiryevka, Порфирьевка) — село в Сакском районе Республики Крым, входит в состав Весёловского сельского поселения (согласно административно-территориальному делению Украины — Весёловского сельского совета Автономной Республики Крым).

## Население
| 2001 | 2014 |
| ---- | ---- |
| 96   | ↘71  |

Всеукраинская перепись 2001 года показала следующее распределение по носителям языка
| Язык             | Процент |
| ---------------- | ------- |
| русский          | 61.46   |
| крымскотатарский | 23.96   |
| украинский       | 13.54   |
| белорусский      | 1.04    |

### Динамика численности
- 1915 год — 25/42 чел.[10][11]
- 1926 год — 46 чел.[12]
- 2001 год — 96 чел.[13]
- 2009 год — 87 чел.[14]
- 2014 год — 71 чел.[15]

## Современное состояние
На 2016 год в Порфирьевке числится 1 улица — Виноградная; на 2009 год, по данным сельсовета, село занимало площадь 37 гектаров, на которой в 45 дворах числилось 87 жителей. Село связано автобусным сообщением с Евпаторией и соседними населёнными пунктами.

## География
Порфирьевка находится в северо-западной части района, в степном Крыму на автодороге Т-0108 Евпатория — Черноморское, высота центра села над уровнем моря — 62 м. Соседние сёла: в 1,5 км к северо-западу по шоссе — Веселовка, Шаумян — в 2 км на восток и Воробьёво — в 2,5 км к юго-востоку. Расстояние до райцентра — около 44 километров (по шоссе), расстояние до железнодорожной станции Евпатория — около 21 километра. Транспортное сообщение осуществляется по региональной автодороге 35К-015 35К-013 Черноморское — Евпатория (по украинской классификации — Т-01-08).

## История
Судя по доступным источникам, село было основано в начале XX века, поскольку в «…Памятной книжке Таврической губернии на 1902 год» ещё не значится, а по Статистическому справочнику Таврической губернии. Ч.II-я. Статистический очерк, выпуск пятый Евпаторийский уезд, 1915 год, в селе Порфирьевка Донузлавской волости Евпаторийского уезда числилось 4 двора (все безземельные) с русскими жителями в количестве 25 человек приписного населения и 42 — «постороннего», из которых 41 мужчина и 26 женщин. Жители владели 609 десятинами удобной земли. В хозяйствах имелось 40 лошадей, 28 волов, 10 коров и 49 голов мелкого скота.
После установления в Крыму Советской власти, по постановлению Крымревкома от 8 января 1921 года № 206 «Об изменении административных границ» была упразднена волостная система и село вошло в состав Евпаторийского района Евпаторийского уезда, а в 1922 году уезды получили название округов. 11 октября 1923 года, согласно постановлению ВЦИК, в административное деление Крымской АССР были внесены изменения, в результате которых округа были отменены и произошло укрупнение районов — территорию округа включили в Евпаторийский район. Согласно Списку населённых пунктов Крымской АССР по Всесоюзной переписи 17 декабря 1926 года, в артели Порфирьевка (комунальное агентство и артель Будённого), Болек-Аджинского сельсовета Евпаторийского района, числилось 14 дворов, из них 13 крестьянских, население составляло 46 человек, из них 28 украинцев, 13 русских и 5 немцев. В 1930-е годы Порфирьевку определили центром одноимённого сельсовета, время упразднения которого пока не установлено.
После освобождения Крыма от фашистов, 12 августа 1944 года было принято постановление № ГОКО-6372с «О переселении колхозников в районы Крыма» и в сентябре 1944 года в район приехали первые новосёлы (150 семей) из Киевской и Каменец-Подольской областей, а в начале 1950-х годов последовала вторая волна переселенцев из различных областей Украины. С 25 июня 1946 года Порфирьевка в составе Крымской области РСФСР. 26 апреля 1954 года Крымская область была передана из состава РСФСР в состав УССР. Время упразднения сельсовета и включения в состав Воробьёвского пока не установлено: на 15 июня 1960 года село уже числилось в его составе. 1 января 1965 года, указом Президиума ВС УССР «О внесении изменений в административное районирование УССР — по Крымской области», Евпаторийский район был упразднён и село включили в состав Сакского (по другим данным — 11 февраля 1963 года). В «Крымскотатарской энциклопедии» профессора Музафарова указано, что по данным переписи 1989 года в селе проживало 665 человек — либо опечатка, либо ошибка. С 12 февраля 1991 года село в восстановленной Крымской АССР, 26 февраля 1992 года переименованной в Автономную Республику Крым. С 21 марта 2014 года в составе Крыма аннексирована Россией.